# 6e armée régionale (Japon)
La 6e armée régionale (第6方面軍, Dai roku hōmen gun) est une composante de l'armée impériale japonaise durant la seconde guerre sino-japonaise et la Seconde Guerre mondiale.

## Histoire
La 3e armée régionale japonaise est formée le 25 août 1944 au sein de l'armée expéditionnaire japonaise de Chine en tant que force de réserve et de garnison pour l'occupation des provinces centrales chinoises entre le Yangzi Jiang et le fleuve jaune. Après le succès de l'opération Ichi-Go, de nombreuses unités vétérans sont transférés hors de Chine sur les fronts de la guerre du Pacifique, ce qui laisse la 6e armée régionale garder les gains territoriaux en Chine centrale. Elle est démobilisée lors de la reddition du Japon le 15 août 1945 à Hankou (dans l'actuelle ville de Wuhan) sans avoir participé à aucun combat significatif.

## Commandement

### Commandants
|   | Nom                     | De               | À                |
| - | ----------------------- | ---------------- | ---------------- |
| 1 | Général Yasuji Okamura  | 25 août 1944     | 22 novembre 1944 |
| 2 | Général Naozaburo Okabe | 22 novembre 1944 | 15 août 1945     |

### Chef d'état-major
|   | Nom                             | De              | À               |
| - | ------------------------------- | --------------- | --------------- |
| 1 | Major-général Shuichi Miyazaki  | 25 août 1944    | 12 février 1945 |
| 2 | Major-général Yasuo Karakawa    | 12 février 1945 | 23 avril 1945   |
| 3 | Major-général Sadatake Nakayama | 23 avril 1945   | 15 août 1945    |